# لارا کاساس
لارا کاساس (اسپانیایی: Lara Casas‎؛ زادهٔ ۲۲ ژوئن ۲۰۰۴) بازیکن هاکی روی چمن زن اهل آرژانتین است.